# Zoe Rae
Zoe Rae (13 de julio de 1910 – 20 de mayo de 2006) fue una actriz estadounidense de la era de cine mudo. Apareció en 54 películas entre 1915 y 1920. Fue definida como "la mejor actriz emocional de la historia" por la revista Motion Picture Magazine.
A los diez años, su padre decidió que no podría hacer más películas hasta que terminara sus estudios. Después de la universidad, intentó escribir guiones y abrió un estudio de baile en Hollywood. A principios de los años 30 se casó con el bailarín Ronald Foster Barlow.

## Filmografía seleccionada
- The Canceled Mortgage (1915)
- Bettina Loved a Soldier (1916)
- Naked Hearts (1916)
- The Bugler of Algiers (1916)
- A Kentucky Cinderella (1917)
- The Silent Lady (1917)
- The Cricket (1917)
- Heart Strings (1917)
- The Circus of Life (1917)
- My Little Boy (1917)
- The Little Pirate (1917)
- Polly Put the Kettle On (1917)
- The Magic Eye (1918)
- The Star Prince (1918)
- Ace of the Saddle (1919)